# Rineloricaria nudipectoris
Rineloricaria nudipectoris — вид сомоподібних риб з родини лорікарієвих. Описаний у 2023 році.

## Поширення
Ендемік Бразилії. Поширений у штаті Ріо-де-Жанейро. Виявлений у басейнах річок Ігуасу, Маже, Саракуруна, Гуапіасу, Макаку, Макае та Параїба-ду-Сул.